# Argynnis locuples
Argynnis locuples är en fjärilsart som beskrevs av Butler 1881. Argynnis locuples ingår i släktet Argynnis och familjen praktfjärilar. Inga underarter finns listade i Catalogue of Life.